# 페이블 (비디오 게임 시리즈)
《페이블》(Fable)은 엑스박스 게임 스튜디오가 배급하는 일련의 액션 롤플레잉 게임 시리즈이다. 엑스박스로 발매된 《페이블 (2004)》로 시작해 총 세 개의 본편 게임들과 기타 외전들로 이뤄져있다.

## 역사
| 2004 | 페이블                   |
| 2005 | 페이블: 더 로스트 챕터스 |
| 2006 |                          |
| 2007 |                          |
| 2008 | 페이블 II                |
| 2008 | 페이블 II 펍 게임스      |
| 2009 |                          |
| 2010 | 페이블 III               |
| 2011 | 페이블 코인 골프         |
| 2012 | 페이블 히어로즈          |
| 2012 | 페이블: 더 저니          |
| 2013 |                          |
| 2014 | 페이블 애니버서리        |
| 2015 |                          |
| 2016 |                          |
| 2017 | 페이블 포춘              |
| 2018 |                          |
| 2019 |                          |
| 2020 |                          |
| 2021 |                          |
| 2022 |                          |
| 2023 |                          |
| 2024 |                          |
| TBA  | 페이블                   |

첫 번째 게임 《페이블》은 라이언헤드 스튜디오가 제작했다. 2001년에 처음 공개됐으며 2004년 9월 14일 엑스박스로 발매됐다.

## 참조